# Chicago Temple

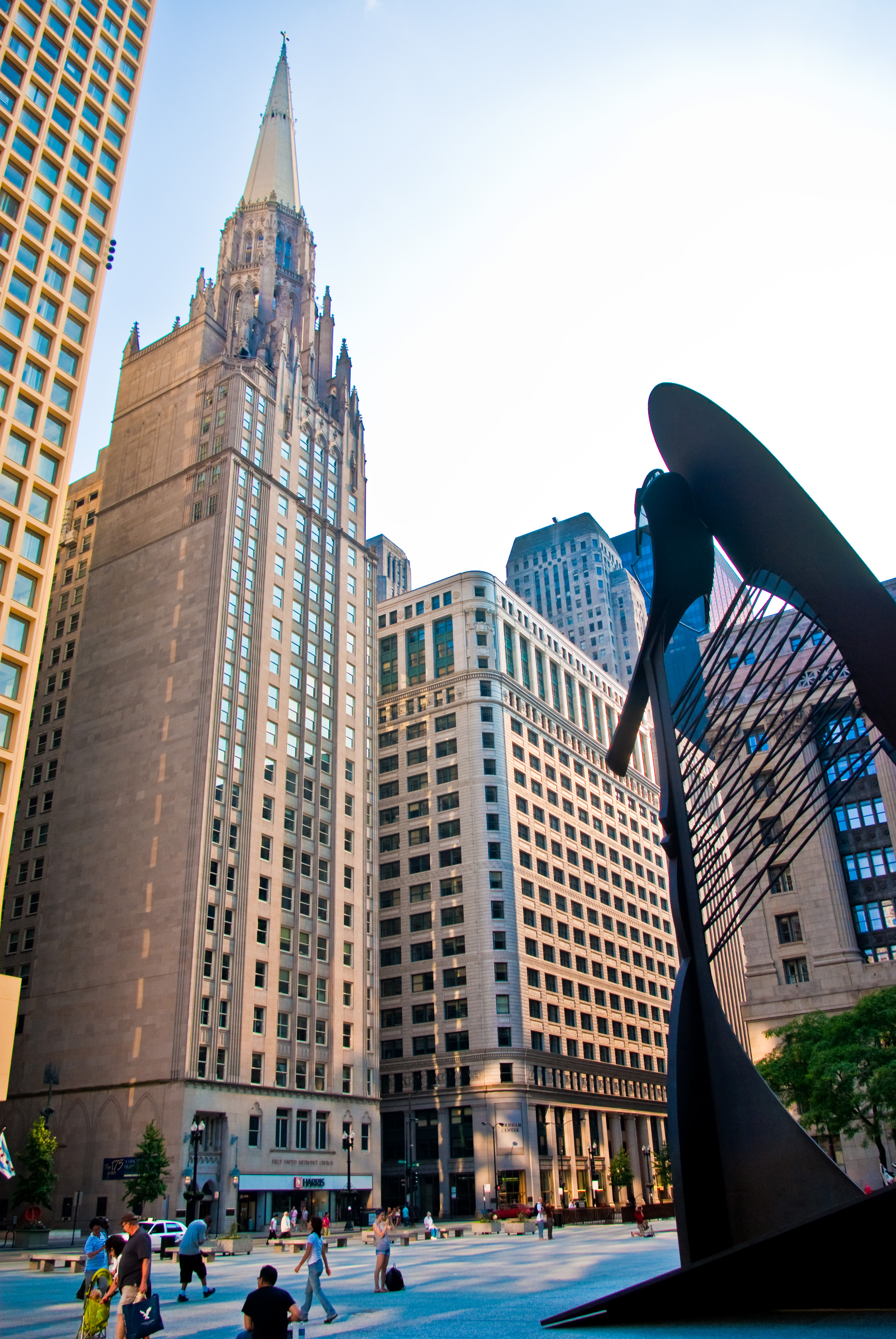
Stand 2011

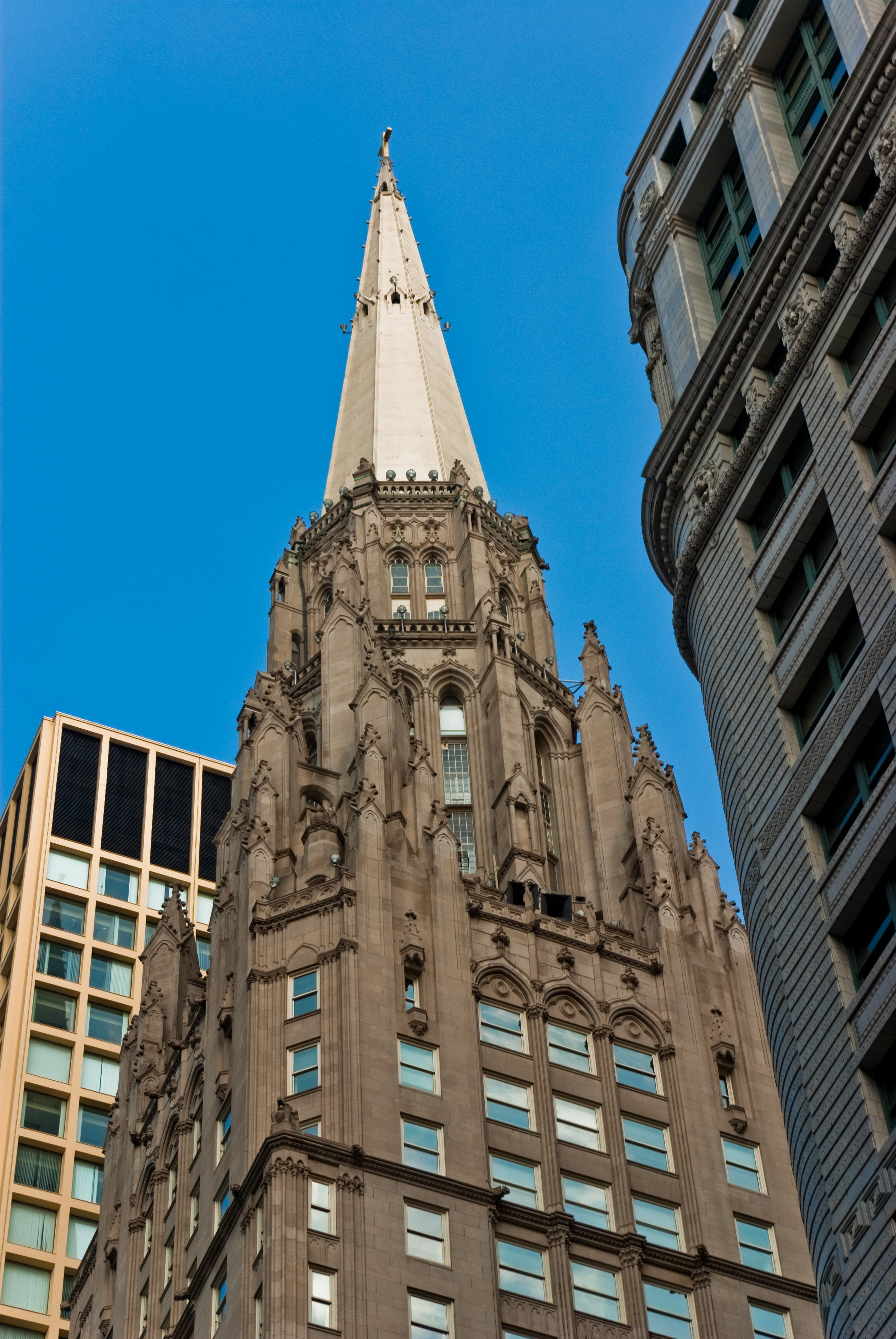
Neogotische Turmspitze

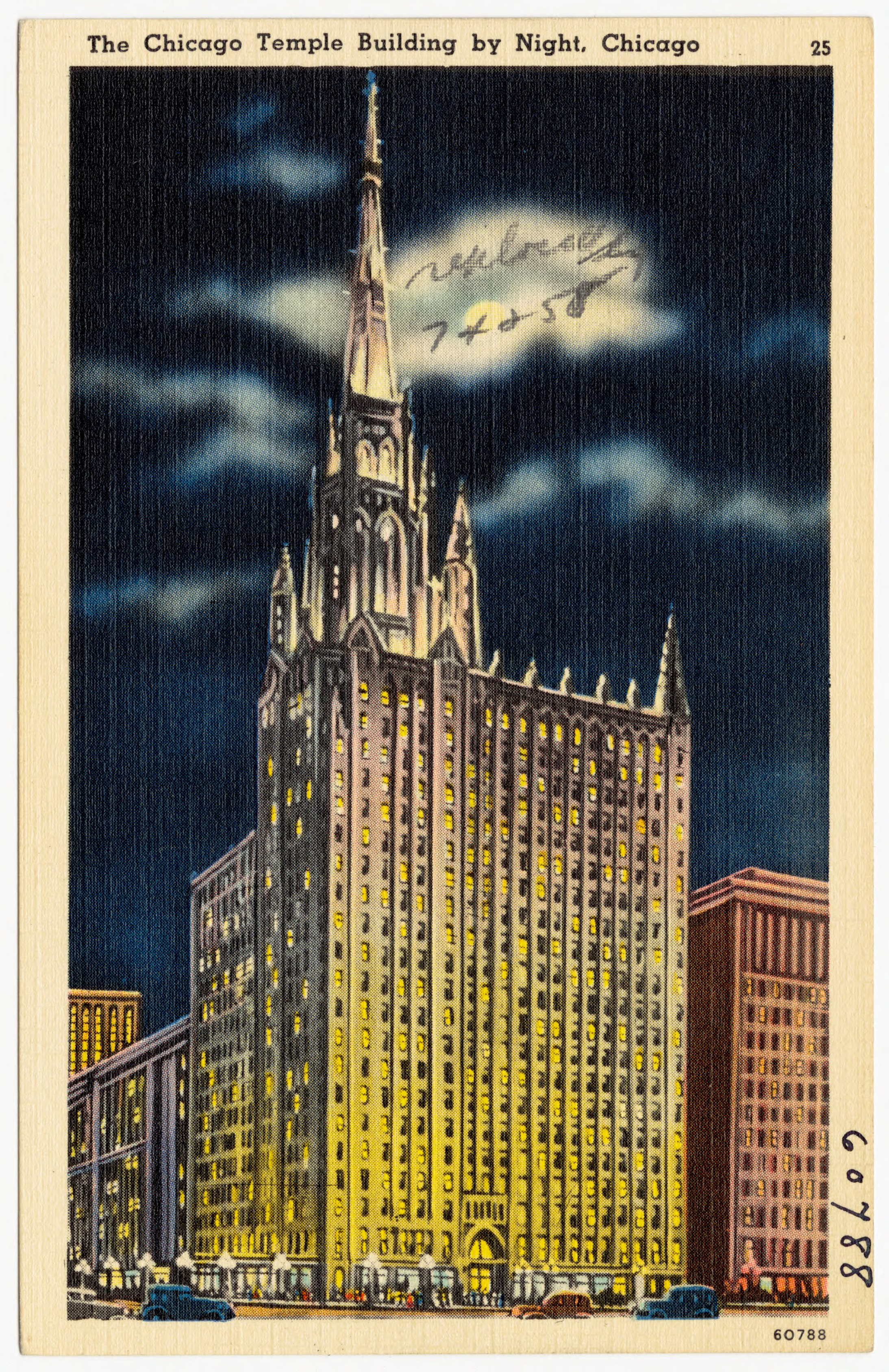
Postkarte, ca. 1930–1945

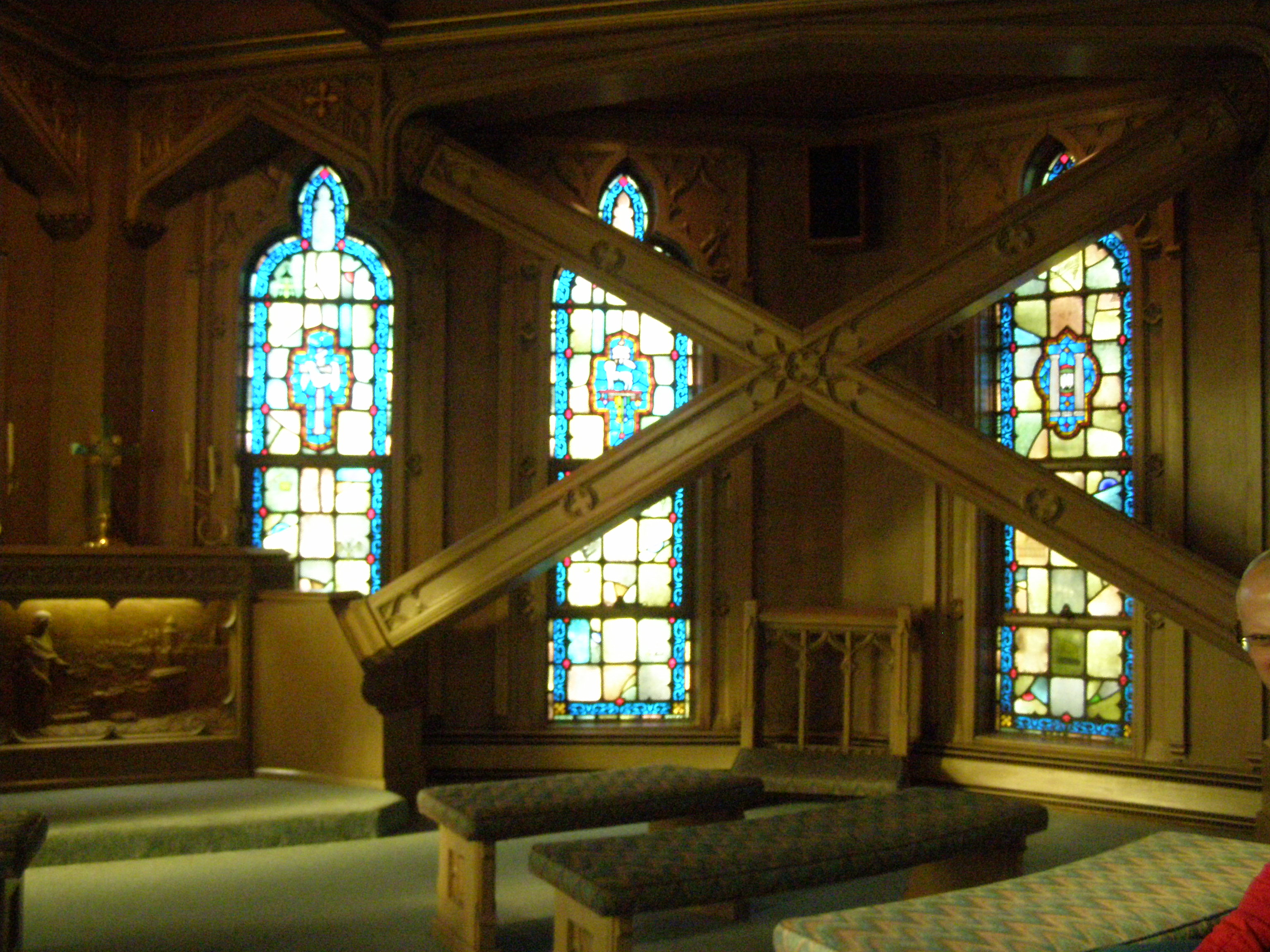
Statik

The Chicago Temple ist ein Wolkenkratzer in Chicago mit einer Höhe von 169 Metern (andere Quellen sprechen von 173 Metern) und 29 Etagen. Er wurde zwischen 1922 und 1923 nach den Plänen des Architekturbüros Holabird & Roche im Auftrag der Methodist Episcopal Congregation (Gemeinde der Bischöflichen Methodistenkirche) erbaut, der ältesten Kirchengemeinde der Stadt (gegründet 1831).

## Nutzung
Im Erdgeschoss befindet sich der Kirchenraum der First United Methodist Church in Chicago mit ca. 1000 Sitzplätzen, in der zweiten Etage eine Kapelle, weitere kirchliche Räume und die Verwaltung der Kirchengemeinde. Darüber, in der dritten und vierten Etage, liegen Räumlichkeiten für die Sonntagsschule, ein Konferenzraum und ein Raum für den Kirchenchor. Die nächsten 17 Stockwerke bis zur 21. Etage sind Büros, die hauptsächlich an Anwälte vermietet sind.
Darüber befindet sich in rund 120 Metern Höhe die Sky Chapel („Himmelskapelle“), die 1952 durch die Familie von Myrtle Walgreen gestiftet wurde. Die Spitze des Gebäudes in der Form eines gotischen Kirchturmes ragt bis in eine Höhe von 169 bzw. 173 Metern. Da es sich um kein reines Kirchengebäude handelt, ist es nicht der höchste Kirchturm der Welt, es handelt sich jedoch um die höchste Kirchturmspitze der Welt, gemessen vom Straßen-Niveau aus.